# East Elmhurst (Queens)
East Elmhurst es un vecindario del distrito de Queens de la ciudad de Nueva York. El vecindario limita con Astoria al norte y oeste, Flushing al este y Jackson Heights al sur.
East Elmhurst se encuentra en el Distrito Comunitario 3 de Queens, mientras que su código postal es 11370. Está patrullada por la 115.ª comisaría de la policía de Nueva York.

## Historia
Hasta principios del siglo XX, el área de East Elmhurst se le conocía como Trains Meadow, debido al pantano que había ahí. Las primeras casas se construyeron en 1905, y el desarrollo comercial del vecindario ocurrió tras la Segunda Guerra Mundial.
El vecindario vio una afluencia de residentes afroamericanos en las décadas de 1960 y 1970, ya que era una de las pocas áreas de la ciudad donde podían comprar casas.

## Demografía
Según los datos del censo de Estados Unidos de 2010, la población de Woodhaven era de 23 150 personas. Tiene una superficie de 179.49 hectáreas (1.79 km2) y una densidad de 52.2 habitantes por acre (33 400 por milla cuadrada; 12 900 por km2).
Las razas de los habitantes del barrio era de: 4.7% (1092) blancos, el 63.5% (14 691) era hispánico o latino, el 25.4% (5869)  afroamericano, el 0.2% (46) nativo americano, el 4.4% (1023) era asiático, el 1.8% (415) de otras razas.
En 2017, los ingresos familiares per cápita eran de USD 65 860. En 2018, según una estimación según un informe del Departamento de Salud e Higiene Mental de la Ciudad de Nueva York, la población tenía una expectación de vida mediana de 81.2 años.

## Policía y criminalidad
East Elmhurst está patrullada por la 115.ª comisaría del NYPD.  La 115.ª comisaría obtuvo el vigésimo segundo lugar de 69 áreas patrulladas más seguras por delitos per-cápita en el año 2010. En 2018, tuvo una tasa de asalto no fatal de 34 por 100 000 personas, mientras que la tasa de encarcelamiento es de 227 por 100 000 personas siendo más bajas comparadas con otras ciudades.